# Robert Bosch GmbH

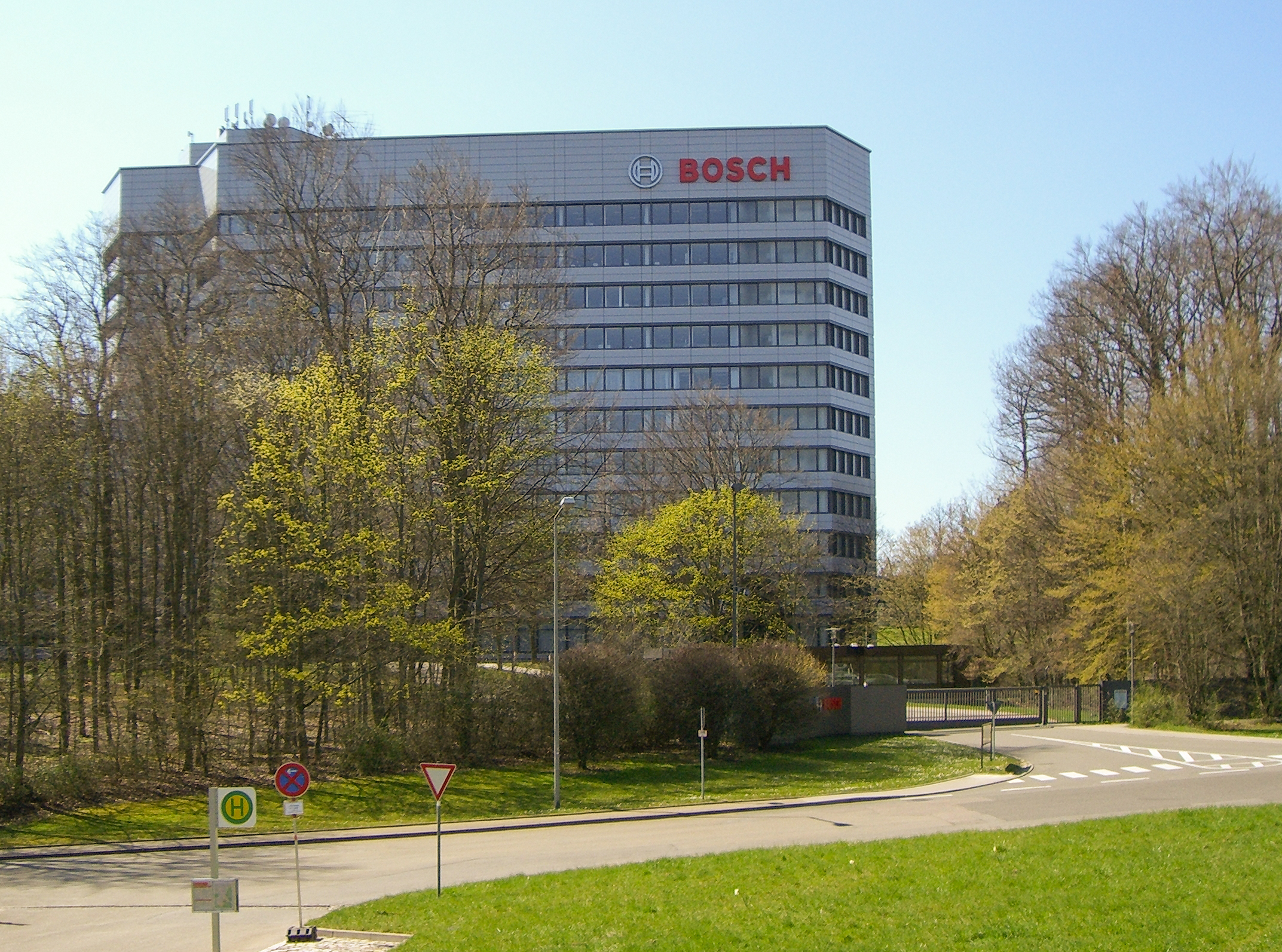
Verwaltung der Robert Bosch GmbH in Gerlingen

Die Robert Bosch GmbH ist ein 1886 von Robert Bosch gegründeter deutscher Technologiekonzern mit Sitz in Stuttgart und Hauptverwaltung im nordwestlich von Stuttgart gelegenen Gerlingen, der unter anderem als Automobilzulieferer, als Hersteller von Industrietechnik (Rexroth), von Gebrauchsgütern (Elektrowerkzeuge, Haushaltsgeräte) sowie von Energie- und Gebäudetechnik (Bosch Home Comfort Group, Sicherheitssysteme) tätig ist. Mit ihrer Automobilsparte, die im Jahr 2020 für 59 % des Konzernumsatzes verantwortlich war, ist die Robert Bosch GmbH der weltweit größte Automobilzulieferer.
Das Unternehmen hatte im Jahr 2023 in Deutschland rund 134.200 Mitarbeiter und erzielte deutschlandweit einen Umsatz von 18,9 Milliarden Euro. Bosch hat 468 Tochter- und Regionalgesellschaften in 60 Ländern.

## Unternehmensgeschichte

### 1886 bis 1920

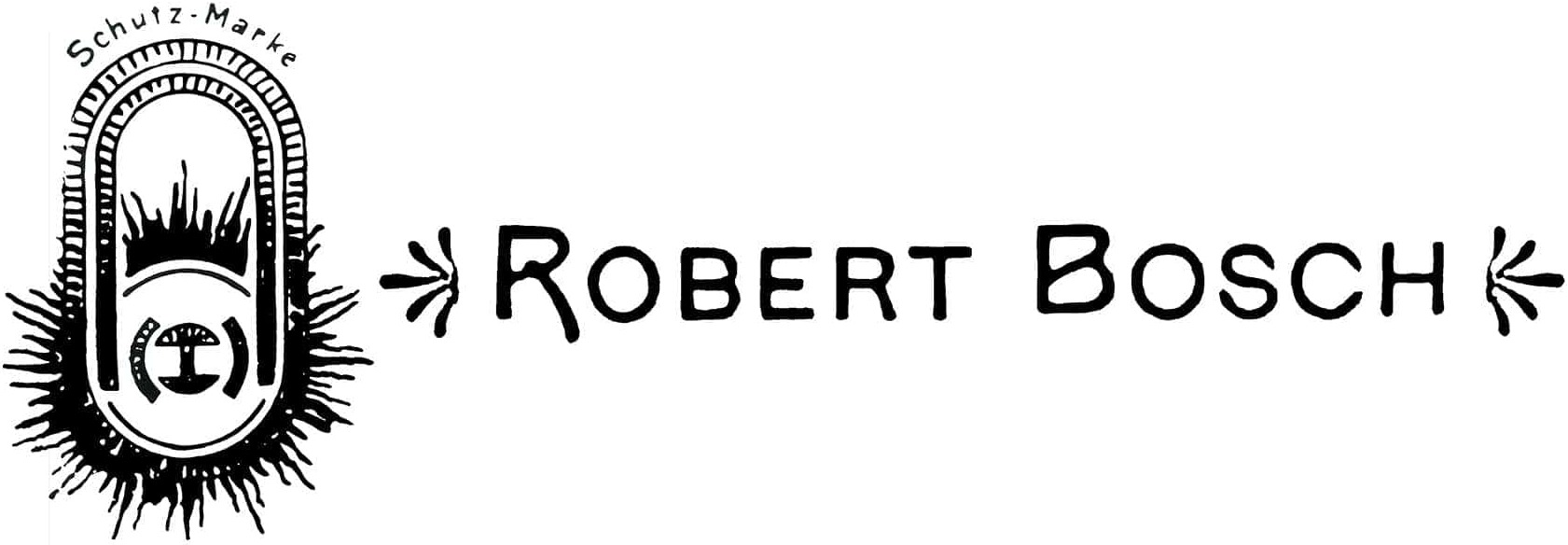
Logo „flammender Magnet“ von 1900
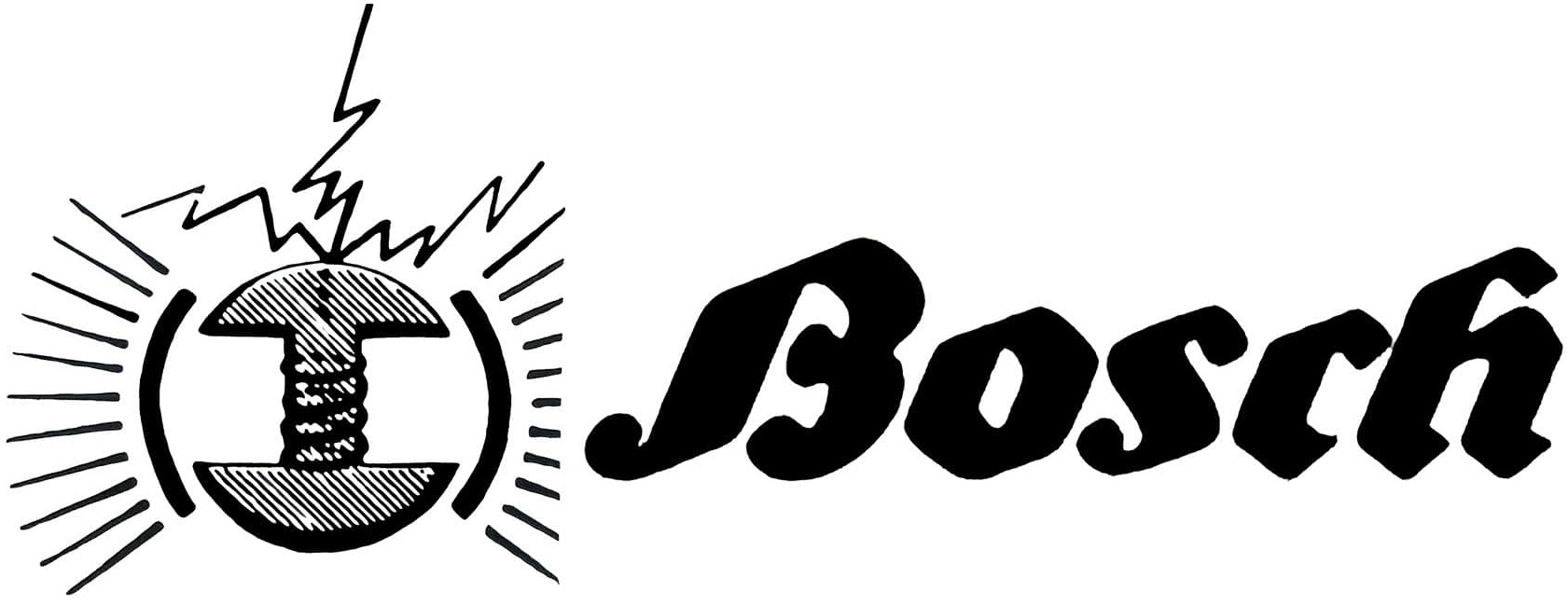
Logo „funkender Anker“ von 1907
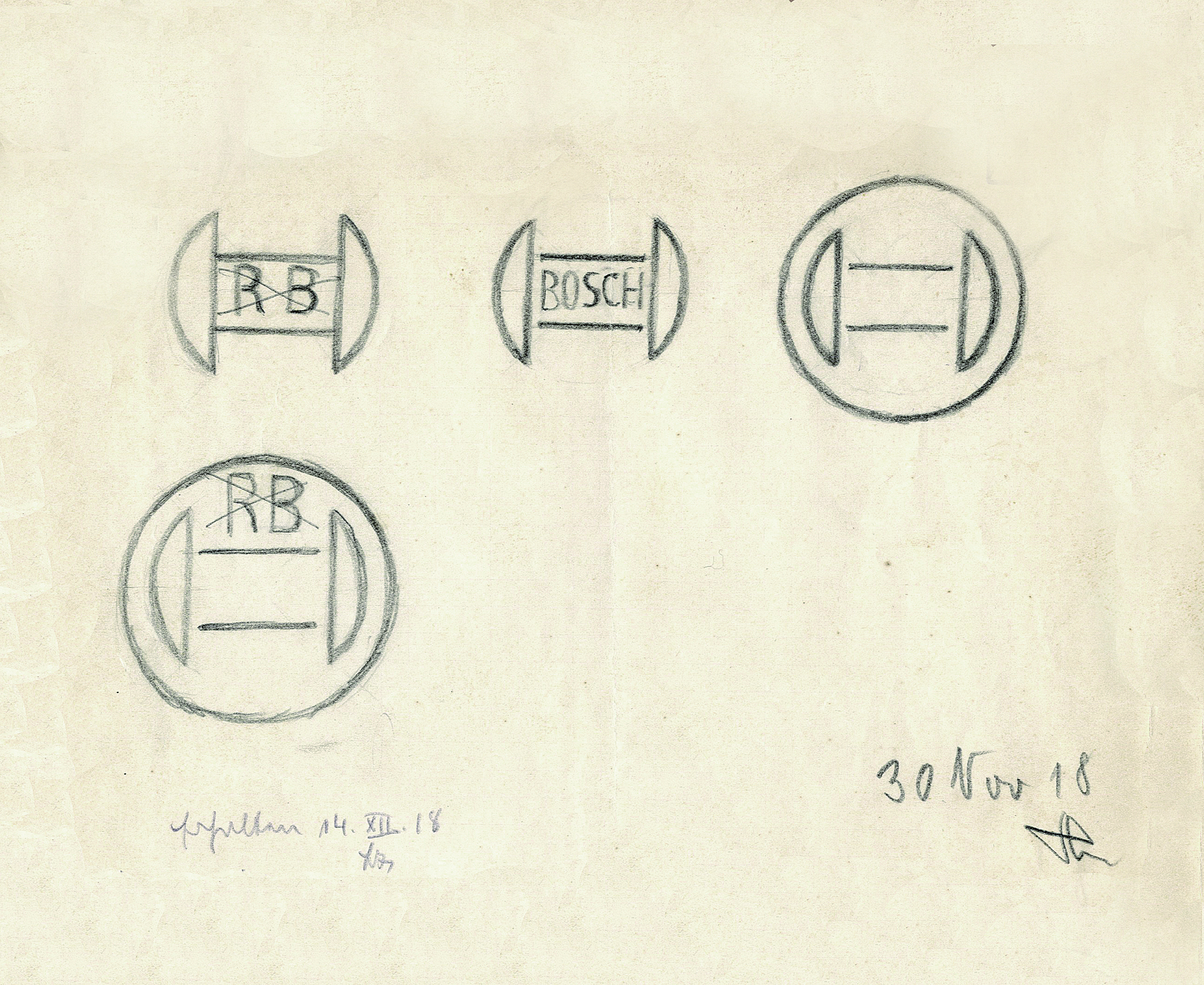
Skizzen des Bosch-Ankers von Gottlob Honold, 1918
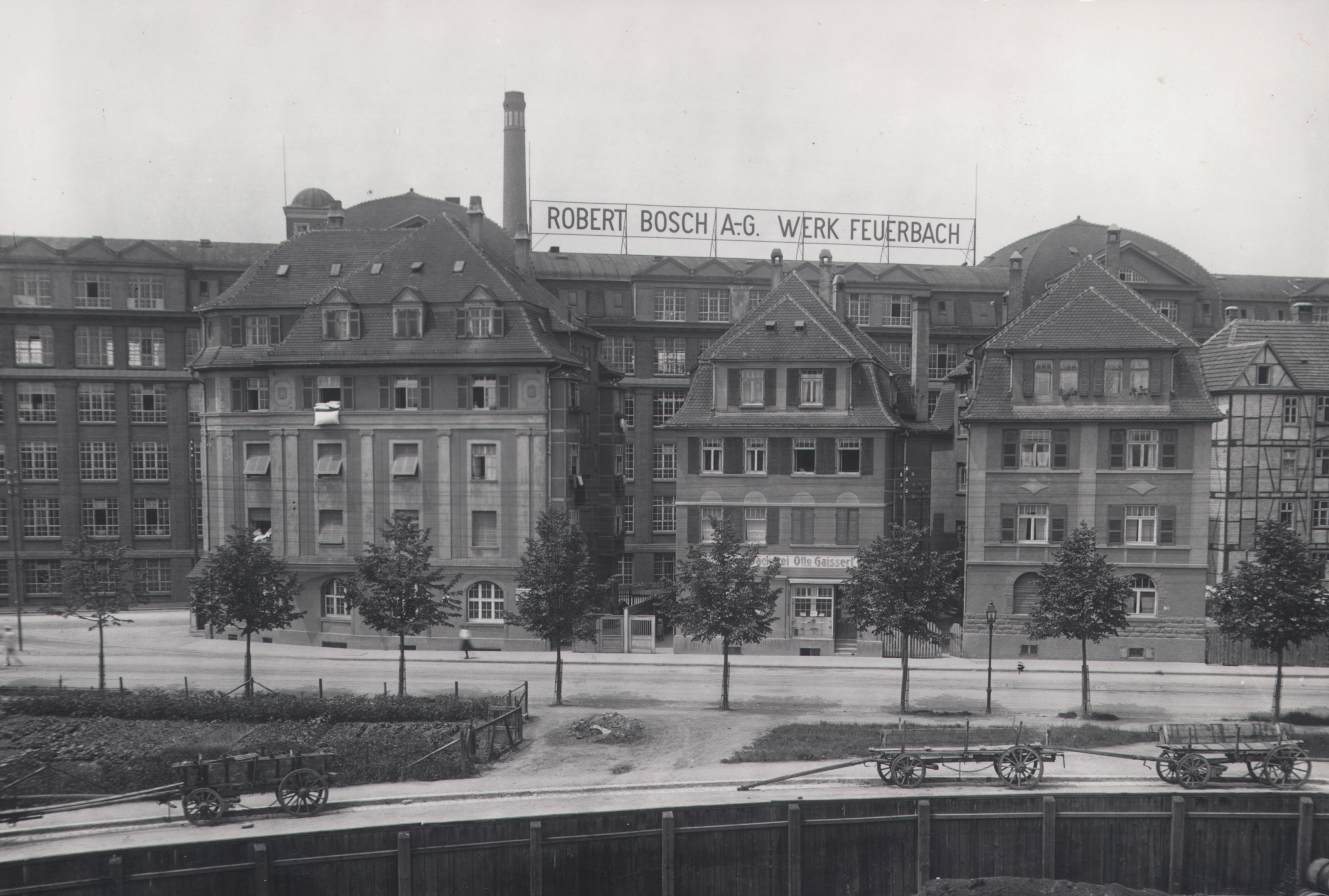
Bosch-Werk in Feuerbach, 1924

Die Unternehmensgeschichte beginnt mit der Gründung der Werkstätte für Feinmechanik und Elektrotechnik in einem Hinterhof in Stuttgart-West am 15. November 1886.
Robert Bosch hielt sich anfänglich mit Feinmechanik-Aufträgen über Wasser, aber eigentlich galt sein Interesse besonders der Elektrotechnik. Die ersten rund zehn Jahre waren seiner Aussage nach „ein böses Gewürge“. Eine Stabilisierung des Geschäfts kam ab 1895, als Stuttgart ein Elektrizitätswerk bekam und Bosch mit Elektroinstallationen beauftragt wurde.
1887 wurde der erste Niederspannungs-Magnetzünder von Bosch für Gasmotoren vorgestellt. Zehn Jahre später folgte der erste Magnetzünder für Automobile. Er machte die kleine Werkstatt zum produzierenden Unternehmen und Robert Bosch zum weltweit erfolgreichen Unternehmer. Der Grundstein für die Entwicklung von Bosch als Automobilzulieferer war damit gelegt.
Bosch eröffnete 1901 in Stuttgart seine erste Fabrik und produzierte 1906 den 100.000. Magnetzünder. Im gleichen Jahr wurde der Achtstundentag bei Bosch eingeführt. 1910 erfolgte die Gründung und Errichtung des Zweigwerks in Feuerbach bei Stuttgart. 1909 führte Bosch die Schmierpumpe für Motoren ein („Bosch-Öler“), 1914 begann die Fertigung von Generatoren und Scheinwerfern im „Lichtwerk“ in Feuerbach.
Durch die einsetzende Motorisierung des Straßenverkehrs wuchs das Unternehmen nach 1900 sehr schnell. Hatte Bosch 1901 noch eine Belegschaft von 45, waren es 1908 bereits mehr als 1.000 Menschen. Um qualifizierten Nachwuchs für die Kraftfahrzeugelektrik-Fertigung heranzuziehen, wurde August Utzinger von Robert Bosch mit dem Aufbau einer Lehrwerkstatt beauftragt, die 1913 ihre Arbeit aufnahm. Robert Bosch war selbst geprägt durch seine äußerst unbefriedigende Feinmechanikerlehre von 1876 bis 1879. Daraus leitet sein Biograf, der liberale Journalist und spätere erste Bundespräsident Theodor Heuss, Boschs besonderes Augenmerk auf gute Ausbildungsbedingungen ab.
Die internationale Entwicklung von Bosch begann 1898 mit der Eröffnung einer Niederlassung in London, im Jahr darauf in Paris, Wien und Budapest. Bis 1909 war Bosch mit Handelspartnern auf allen Kontinenten vertreten: 1906 in New York (USA) und Johannesburg (Südafrika), 1907 in Sydney (Australien), 1908 in Buenos Aires (Argentinien), 1909 in Shanghai (China), 1910 in Rio de Janeiro (Brasilien) und 1911 in Tokyo (Japan). Die erste Fabrik außerhalb Deutschlands eröffnete Bosch 1905 in Paris, die erste auf einem anderen Kontinent im Jahr 1912 in Springfield, Massachusetts (USA).
Im Jahr 1917 wurde das Unternehmen in eine Aktiengesellschaft umgewandelt und blieb es bis 1937, als Robert Bosch nach dem Rückkauf seiner Anteile wieder zum Alleineigentümer wurde. Dabei wurde das Unternehmen in eine GmbH umgewandelt.
Am 15. März 1919 erschien die erste Ausgabe der Mitarbeiterzeitschrift Bosch-Zünder, die bis heute existiert.
- 1909 Bosch Öler
- 1911 die 1.000.000 Zündkerze, 1925 die 25.000.000
- 1912 Anlasser
- 1913 Lichtanlage, 1921 die 50.000 Lichtmaschine, 1922 die 100.000 Lichtmaschine
- 1921 Horn, 1923 das 100.000
- 1922 Motorradbatterie
- 1926 Scheibenwischer
- 1926 Anlasser (Lizenz Bendix)
- 1927 Servobremse
- 1927 Autobatterie
- 1928 Haarschneider Forfex
- 1930 Dieselfilter, 1957 der 1.000.000
- 1930 Nebellampe
- 1931 Drehzahlregler
- 1932 Kraftstoffpumpe
- 1933 Kühlschrank, 1951 der 50.000
- 1933 Telephone, ab 1938 Blaupunkt
- 1934 Bosch-Hammer
- 1935 Lenkradschloss
- 1936 Wagenheizung
- 1949 Blinkanlage
- 1951 Fernsehaufnahmegeräte
- 1952 Küchenmaschine
- 1957 Asymmetrisches Abblendlicht
- 1957 Transistor Autoradio
- 1958 Waschmaschine[17]

| Jahr                  | 1887 | 1896  | 1905   | 1906    | 1908    | 1910    | 1912      | 1914      |
| --------------------- | ---- | ----- | ------ | ------- | ------- | ------- | --------- | --------- |
| Magnetzünder Jubiläum | 1    | 1.000 | 50.000 | 100.000 | 250.000 | 500.000 | 1.000.000 | 1.955.551 |

| Jahr                          | 1898 | 1899  | 1900    | 1905   | 1906   | 1907   | 1908   | 1909    | 1912    |
| ----------------------------- | ---- | ----- | ------- | ------ | ------ | ------ | ------ | ------- | ------- |
| Magnetzünder Jahresproduktion | 138  | > 400 | > 1.000 | 33.000 | 47.000 | 52.000 | 66.000 | 183.000 | 400.000 |

| Jahr                                | 1927 | 1930   | 1934    | 1950      |
| ----------------------------------- | ---- | ------ | ------- | --------- |
| Einspritzpumpe Dieselmotor Jubiläum | 1    | 10.000 | 100.000 | 1.000.000 |
| Einspritzpumpe Ottomotor Jubiläum   |      |        |         | 1         |

### 1920 bis 1945

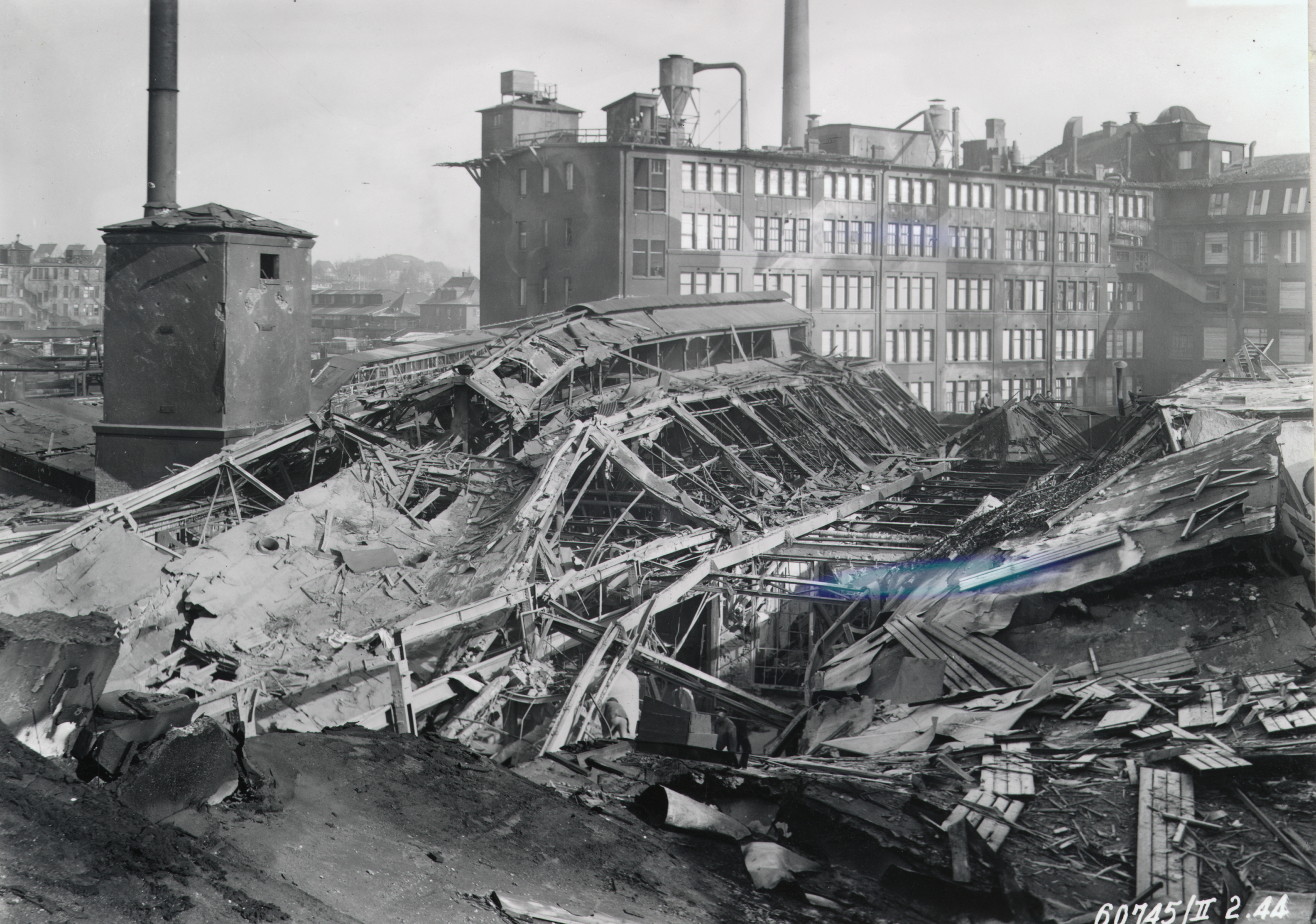
Bosch-Werk Feuerbach, zerstörtes Metallwerk nach Bombenangriff, 1944

Nach dem Ersten Weltkrieg verlor Bosch die meisten internationalen Besitzungen, darunter auch die Fabriken in den USA. Das Unternehmen musste die internationalen Aktivitäten weitgehend neu aufbauen. Dazu gehört auch die Erschließung weiterer südamerikanischer und asiatischer Regionen. 1922 wurde durch Illies & Company beispielsweise ein Verkaufsbüro für Bosch-Waren in Kalkutta (Indien) gegründet. In den Folgejahren schloss Bosch Verträge in Asien mit Vertriebspartnern beispielsweise in Malaysia, Singapur, Thailand und dem heutigen Indonesien ab, auf den amerikanischen Kontinenten beispielsweise mit Partnern in Mexiko, Peru, Kolumbien und Ecuador.
In den 1920er Jahren erweiterte Bosch die Produktpalette um zahlreiche Kraftfahrzeugtechnikprodukte, die im Alltagsbetrieb für Autos erforderlich waren: elektrisches Horn (1921), Scheibenwischer (1926) und Fahrtrichtungsanzeiger („Winker“, 1927). Ebenfalls 1921 wurde in Hamburg die erste Service-Werkstatt Bosch Dienst eröffnet. 1927 brachte Bosch Diesel-Einspritzpumpen auf den Markt. Gleichzeitig zu dieser Diversifizierung in der Kraftfahrzeugtechnik wandte sich Bosch nach einem krisenhaften Umsatzeinbruch in der Kraftfahrzeugbranche 1925 und 1926 anderen Geschäftsfeldern zu, um das Unternehmen besser gegen branchenspezifische Krisen zu schützen.
Robert Bosch zog sich im Alter von 65 Jahren 1926 aus der operativen Führung des Unternehmens zurück. Im dreiköpfigen Vorstand der damaligen Robert Bosch AG saßen Hermann Fellmeth, Karl Martell Wild und Hans Walz, der als Nachfolger von Robert Bosch den Vorsitz einnahm. Der Unternehmensgründer starb am 12. März 1942.

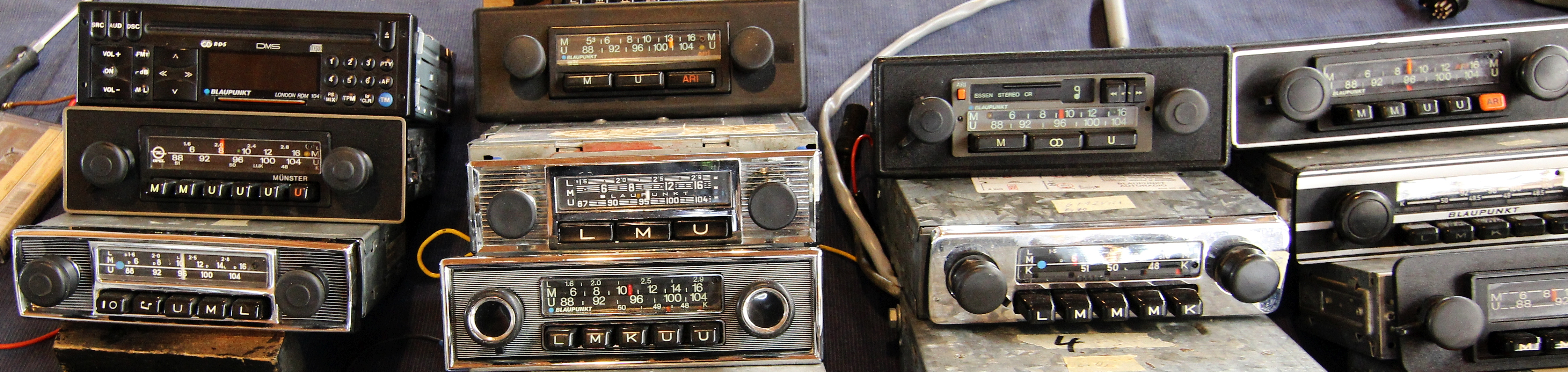
Blaupunkt Autoradios,
verschiedene Generationen

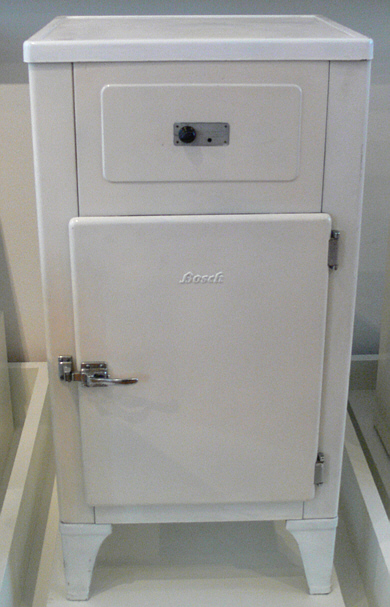
Kühlschrank von Bosch
1950–1954

1929 gründete die Robert Bosch AG mit Zeiss Ikon, Baird Television Ltd. und D. S. Loewe die Fernseh AG. In den Folgejahren leistete dieses Unternehmen Bedeutendes auf dem Gebiet der Fernsehtechnik. 1932 erfolgte der Kauf der Gasgeräteproduktion des Unternehmens Junkers & Co., die Entwicklung der ersten Bosch-Bohrmaschine und die Präsentation des ersten Blaupunkt-Autoradios.
Auf der Leipziger Frühjahrsmesse 1933 stellte das Unternehmen seinen ersten elektrischen Kühlschrank vor, der das elektrische Kühlen in Privathaushalten erschwinglich machen sollte. Der Kühlschrank war der Grundstein für die heutige Bosch-Hausgerätesparte BSH (zwischenzeitlich BSH Bosch und Siemens Hausgeräte GmbH).
1934 übernahm das Unternehmen den Kinoprojektorhersteller Eugen Bauer GmbH.
Das Jahr 1933 markierte den Beginn des dunkelsten Kapitels in der Unternehmensgeschichte. Einerseits war das Unternehmen während der NS-Zeit als Kraftfahrzeugausrüster systemrelevant, und das Management verhielt sich dem Regime gegenüber loyal. Andererseits unterstützte das Unternehmen unter Mitwirkung von Robert Bosch selbst unter größter Geheimhaltung oppositionelle, und gegen das Regime gerichtete Aktivitäten.
Die Aktivitäten zur Rüstungsproduktion setzen bereits früh nach der Machtübernahme der Nationalsozialisten ein: Bereits Ende 1933 begannen Verhandlungen zwischen der Robert Bosch AG und dem Regime über eine Verlagerung von Teilen der Rüstungsproduktion in das Landesinnere Deutschlands. Bosch gründete 1935 und 1937 zwei solcher Ausweichwerke: die Dreilinden Maschinenbau GmbH (DLMG) in Kleinmachnow bei Berlin und in Hildesheim die Elektro- und Feinmechanische Industrie GmbH, später Trillke-Werke GmbH (siehe Hildesheimer Wald: ELFI/Trillke/Bosch/Blaupunkt-Werk). Beide Werke dienten ausschließlich der Rüstungsproduktion. Diese „Schattenfabriken“ entstanden unter größter Geheimhaltung und in enger Zusammenarbeit mit den NS-Behörden. Die Bosch-Tochter DLMG in Kleinmachnow beschäftigte etwa 5.000 Personen, mehr als die Hälfte von ihnen waren Zwangsarbeiterinnen und Zwangsarbeiter, Kriegsgefangene und weibliche KZ-Gefangene, darunter viele Frauen aus dem Warschauer Aufstand. Sie mussten Zubehör für Flugzeuge der deutschen Luftwaffe produzieren. In Hildesheim entstand eine Tarnfabrik für die gesamte elektrotechnische Ausrüstung von Panzern, Zugmaschinen und Lastkraftwagen der Wehrmacht. Ab Oktober 1943 fuhr kein neuer deutscher Panzer mehr ohne die Kraftfahrzeugelektrik aus Hildesheim. 1944 arbeiteten 4.290 Männer und Frauen in den Trillke-Werken, davon waren 2.019 Zwangsarbeiter, Kriegsgefangene und Militärinternierte. Insgesamt mussten während des Zweiten Weltkriegs 2.711 Menschen im Hildesheimer Bosch-Werk arbeiten, die man aus den besetzten Ländern nach Deutschland verschleppt hatte. Während des Kriegs wurde die Produktion weiter dezentralisiert, Bosch produzierte in einer immer größeren Zahl von Fabriken und verlagerte Teile der Fertigung an 213 Stellen in mehr als 100 Orten. Nach einer Studie zweier Historiker beschäftigte die Bosch-Gruppe „während des gesamten Krieges mindestens 20.000 Zwangsarbeiter“. Im Rahmen eines Projekts der Berliner Geschichtswerkstatt wurden zahlreiche ehemalige Zwangsarbeiterinnen und KZ-Häftlinge der DLMG und der Trillke-Werke interviewt, zur Geschichte der beiden Schattenfabriken recherchiert und dazu mehrere Bücher und Ausstellungen veröffentlicht. 2016 wurde die Website „Bosch – Zwangsarbeit im Hildesheimer Wald“ freigeschaltet.
Ungeachtet der Beteiligung an der Rüstungsproduktion und Zwangsarbeit unterstützte Robert Bosch bis zu seinem Tod 1942, wie auch sein Nachfolger Hans Walz, den liberalen Widerstand gegen Adolf Hitler und bewahrte jüdische Mitarbeiterinnen und Mitarbeiter vor der Verschleppung in Konzentrationslager. Außerdem unterstützte Walz jüdische Organisationen finanziell, die Verfolgten des Systems die Flucht aus Nazi-Deutschland ermöglichten. Unternehmenschef Walz, Mitglied im Verein zur Abwehr des Antisemitismus, hatte bereits im Mai 1933 im Namen und Auftrag Robert Boschs gegen die antijüdische Politik des NS-Regimes protestiert. Wenige Monate später, am 11. Oktober 1933, hatte Robert Bosch in einem Schreiben an den deutschen Außenminister auf die Fortführung internationaler Verständigung, v. a. der ihm selbst am Herzen liegenden deutsch-französischen Verständigung, insistiert. Ohne Erfolg, denn Deutschland trat am 14. Oktober 1933 aus dem Völkerbund aus.
Mit der Verfestigung der Diktatur erwiesen sich solche offiziellen Interventionen als sinnlos, wenn nicht gar gefährlich. Daher beschränkten sich die Aktivitäten im Wesentlichen auf zwei Optionen: Unterstützung des Widerstands und Hilfe für Juden. Im April 1937 engagierte Bosch den früheren Leipziger Oberbürgermeister Carl Goerdeler. Dieser reiste, offiziell als geschäftlicher Berater des Unternehmens, viele Male in den kommenden zwei Jahren ins Ausland, um Politiker vor den Kriegsplanungen Hitlers zu warnen. Später gehörte er dem „Bosch-Kreis“ um Albrecht Fischer, Paul Hahn, Theodor Bäuerle und Willy Schloßstein an, allesamt Vertraute von Robert Bosch und Hans Walz, die dem NS-System kritisch gegenüberstanden. Mit Hilfe dieses Kreises unterstützte Goerdeler das Attentat auf Hitler am 20. Juli 1944. Wegen seiner Beteiligung an der Vorbereitung des Anschlags wurde Goerdeler zum Tode verurteilt und am 2. Februar 1945 in Berlin-Plötzensee hingerichtet. Die Hilfe für Juden geschah vor allem auf Initiative des Unternehmenschefs Hans Walz mit Rückendeckung Robert Boschs, zumeist mit Bargeldzuwendungen, die über die Jüdische Mittelstelle für die Finanzierung der vielfach auch illegalen Emigration verfolgter Juden verwendet wurden.
Hans Walz erhielt 1969 für seinen Einsatz für verfolgte Juden in Deutschland die Yad-Vashem-Ehrung als „Gerechter unter den Völkern“ vom Staat Israel.

### 1945 bis 2000
Nach dem Zweiten Weltkrieg musste das Unternehmen nach kriegsbedingten Zerstörungen und dem politisch bedingten Abbruch internationaler Beziehungen wiederaufgebaut werden. Zudem eröffnete die US-Militärregierung in Deutschland 1947 ein Entflechtungsverfahren gegen die Robert Bosch GmbH, mit dem als Lehre aus der Zeit 1933–1945 eine zu starke Konzentration der Wirtschaftskraft bei wenigen Unternehmen verhindert werden sollte. Das Verfahren wurde erst 1952 beendet, das Unternehmen wurde nicht zerschlagen, musste sich aber von drei Tochtergesellschaften trennen.

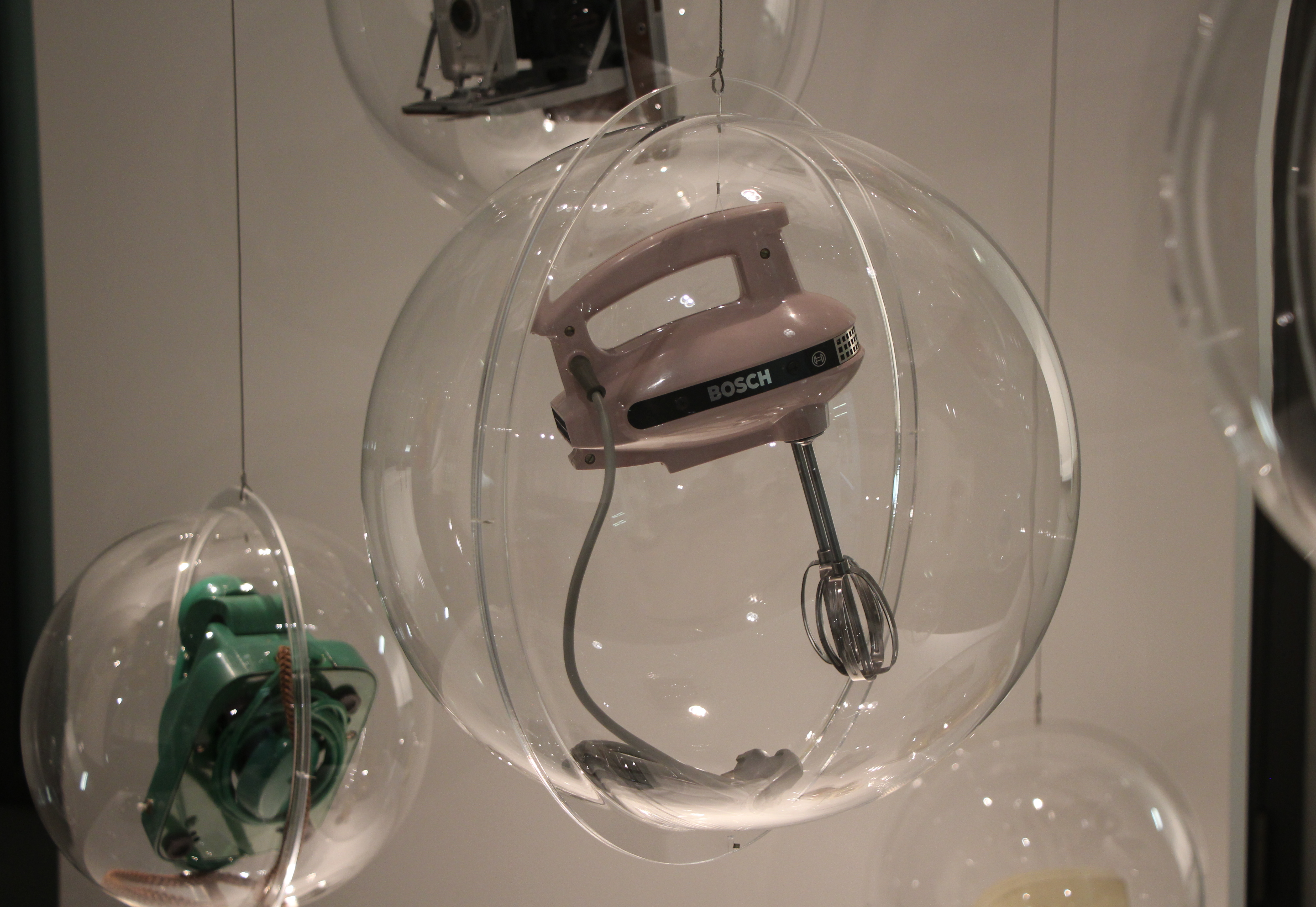
Bosch-Handrührgerät,
Neue Sammlung, München

In den 1950er Jahren begann Bosch zahlreiche Partnerschaften mit anderen Unternehmen und baute internationale Fertigungen und Regionalgesellschaften auf. In Japan startete Bosch 1953 eine Partnerschaft mit dem japanischen Konzern Denso. Zuletzt bestand eine nicht-strategische Finanzbeteiligung in Höhe von rund 5 % der Denso-Aktien, die Ende 2012 mit einem Erlös von 1,1 Mrd. € verkauft wurden. Im wichtigsten südamerikanischen Markt, Brasilien, gründete Bosch 1954 die Robert Bosch do Brasil, zunächst zum Vertrieb, später auch zur Fertigung vor Ort. Bis 1961 hatte Bosch elf internationale Vertriebsorganisationen aufgebaut, darunter in Italien, Großbritannien, Frankreich, Portugal, Dänemark, Schweden, den USA, Kanada und Argentinien. Ziel war zunächst die Wiederherstellung des internationalen Vertriebs und parallel dazu des Aufbaus eines Kundendienst-Netzes.
Bereits 1951 wurde die indische Motor Industries Company Ltd. (MICO) gegründet, deren Anteile Bosch unmittelbar zu 49 % aufkaufte. MICO wurde zum alleinigen lokalen Vertriebshändler Boschs, bis 1953 eine MICO-Fabrik in Adugodi, Bangalore, gegründet wurde, die verschiedene Produkte unter Bosch-Lizenz produzierte. 1961 hatte die Fabrik in Bangalore bereits 2000 Mitarbeiter und Bosch hatte über die Jahre 57,5 % der MICO-Anteile aufgekauft. Weitere Investitionen folgten, eine zweite MICO-Fabrik wurde 1969–1971 in Nasik errichtet, eine dritte 1988 in Naganathapura in Betrieb genommen. In den späten 1980er Jahren hatte Indien die zweitgrößte Anzahl an Bosch-Mitarbeitern außerhalb Deutschlands. 2008 wurde MICO in Bosch Limited umbenannt.

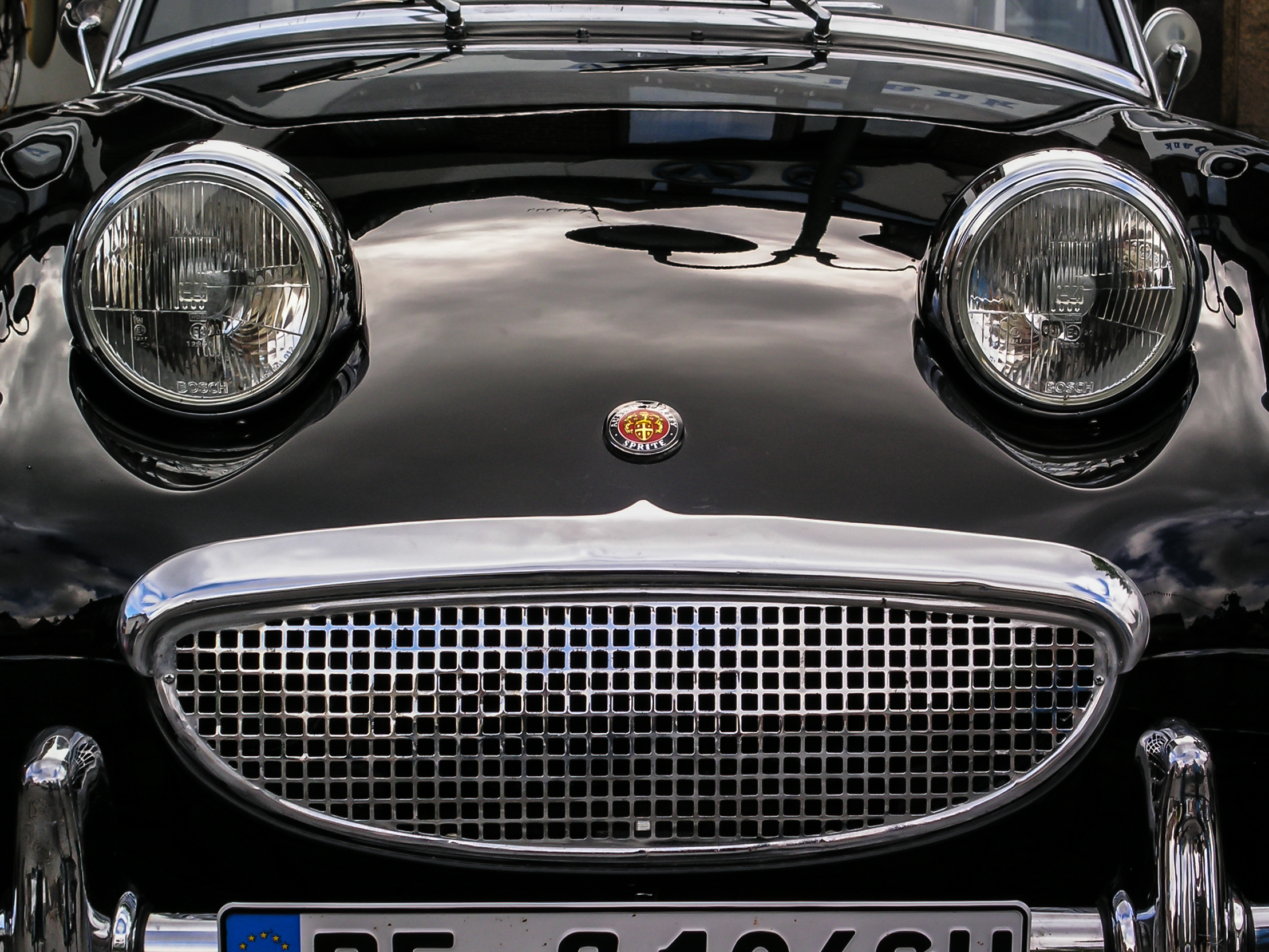
Bosch-Scheinwerfer an einem Austin Healey Sprite (1958–1971)

Die 1960er Jahre waren bei Bosch von tiefgreifenden strukturellen Veränderungen geprägt. 1964 wurde die Vermögensverwaltung Bosch (VVB) gegründet, die 1969 ihren heutigen Namen Robert Bosch Stiftung erhielt. In die VVB hatte Robert Bosch 1921 Teile seines Privatvermögens eingebracht; sie sollte finanzielle Grundlage für gemeinnützige Bestrebungen des Unternehmens sein. In die Stiftung flossen Anteile der Familie, während die Stimmrechte in etwa den Anteilen entsprechend auf die parallel gegründete heutige Robert Bosch Industrietreuhand KG übergingen. Auch das Unternehmen wurde umgebaut, da es für die horizontal und funktionalistisch organisierte Struktur einfach zu groß, Entscheidungen damit träge geworden waren – Rufe nach Modernisierung wurden laut. Diese begann mit der Untergliederung in relativ selbstständige Geschäftsbereiche, ein Prozess, der 1968 abgeschlossen war. In diesem Jahr begann auch der Auszug aus dem alten Stuttgarter Gelände nahe dem Berliner Platz und der Bau eines neuen Entwicklungszentrums in Schwieberdingen (eröffnet 1968), und der Umzug der Hauptverwaltung und der Forschung nach Gerlingen bis Frühjahr 1970.
Auch nach dem Zweiten Weltkrieg ging die Diversifizierung weiter. Mit dem Kauf eines Verpackungsmaschinenherstellers stieg Bosch in die Verpackungstechnik ein, die 2017 verkauft wurde. Ab 1981 beteiligte sich das Unternehmen an der Telefonbau & Normalzeit GmbH in Frankfurt am Main, die 1985 in Telenorma umbenannt und zwei Jahre später vollständig übernommen wurde. Ab 1994 firmierte dieser Geschäftsbereich als Bosch Telecom GmbH. Auch diese Aktivitäten gab Bosch zwischen 1998 und 2000 ab. So wurde im Jahr 2000 der Bereich Private Netze (heute Tenovis bzw. Avaya) verkauft. Behalten hat das Unternehmen die Sicherheitstechniksparte, heute der Geschäftsbereich Bosch Building Technologies.
Herausragende Entwicklungen des Unternehmens bis zum Jahr 2000 waren die Lambdasonde für Drei-Wege-Katalysatoren (1976), das erste elektronische Antiblockiersystem (ABS) 1978, die elektronische Motorsteuerung (Motronic) 1979, die Antriebsschlupfregelung (ASR) 1986, das Xenonlicht für Pkw (Litronic) 1991, das vor allem durch den Elchtest bekannt gewordene Elektronische Stabilitätsprogramm (ESP) 1995, die Common-Rail-Hochdruck-Dieseldirekteinspritzung 1997 und die Benzin-Direkteinspritzung im Jahr 2000.

### Ab 2000
Auch nach der Jahrtausendwende veränderte sich das Unternehmen durch die Erschließung neuer Geschäftsfelder, aber auch den Ausstieg aus traditionsreichen Bereichen. So übernahm Bosch 2001 gemeinsam mit Siemens von Vodafone Atecs Mannesmann, die einzelnen Bereiche wurden entsprechend einsortiert, nicht passendes weiterveräußert. Eine der Bosch zugeordneten Firmen war Rexroth. 2013 wurde die Pneumatik-Sparte aus dem Bosch-Rexroth-Konzern ausgegliedert und verkauft, sie firmiert heute unter Aventics. 2018 wurde das Logo der Rexroth AG stark verändert. Der Zusatz: „a Bosch Company“ soll verdeutlichen, dass das Unternehmen noch enger zum Mutterkonzern rücken möchte.
2003 übernahm Bosch die Buderus AG und gliederte die Heiztechnik ein in die BBT Bosch-Buderus-Thermotechnik GmbH. Im Jahr 2008 stieg Bosch mit der Übernahme der Innovations Softwaretechnologie GmbH (heute Bosch.IO,) in den Bereich der Dienste rund um das Internet der Dinge (Internet of Things, kurz IoT) ein. Das schuf die Basis sowohl für internetbasierte Lösungen in der industriellen Fertigung („Industrie 4.0“), an denen Bosch ab 2011 arbeitete und die heute in der Unternehmenssparte Bosch Connected Industry entwickelt werden als auch für internetbasierte Dienste, die für automatisiertes Fahren oder Smart-Home-Lösungen einsetzbar sind. Seit 2021 erweitert Bosch diese Angebote um die Kombination mit künstlicher Intelligenz (KI) und nennt dies AIoT. Für die KI-Aktivitäten gründete Bosch 2017 das Bosch Center for Artificial Intelligence (BCAI) das sich mit der Entwicklung und Anwendung künstlicher Intelligenz in Bosch-Produkten befasst.
Nach der Übernahme der in Erfurt ansässigen ersol Solar Energy AG (seit September 2009 Bosch Solar Energy AG) im Jahr 2008 war Bosch auch im Bereich der Solartechnik aktiv. Eine Expansion in diesem Bereich war geplant, unter anderem durch einen weiteren Zukauf. Im November 2009 wurde die Erlangung der Aktienmehrheit an der Aleo Solar AG bekanntgegeben. Im März 2013 gab Bosch die Absicht bekannt, sich nach aufgelaufenen Verlusten in Höhe von mehreren Milliarden Euro weitestgehend von der zuletzt rund 3000 Mitarbeiter, vor allem in Ostdeutschland, umfassenden Solarsparte zu trennen.
Im September 2014 wurde bekannt gegeben, dass Bosch die restlichen 50 % Anteile der Bosch-Siemens-Hausgeräte von Siemens übernimmt. Die Aufwendungen dafür betrugen drei Milliarden Euro. Das Unternehmen war seit 1967 eine gemeinsame Tochtergesellschaft.
Weniger als ein Jahr nach dieser Investition folgte der Ausstieg aus einer gut 100 Jahre alten Sparte von Bosch: Am 9. Juni 2015 gab Bosch bekannt, dass ein Partner für ein Gemeinschaftsunternehmen oder ein Käufer für den Bereich Starter und Generatoren gesucht werde. Im August 2016 wurde der Bereich in eine separate Tochtergesellschaft ausgegründet, um es bis Mai 2017 verkaufen zu können. Ende 2017 wurde der Verkauf der Tochtergesellschaft SEG Automotive Germany GmbH an ZMJ (Zhengzhou Coal Mining Machinery Group Co., Ltd.) und CRCI (China Renaissance Capital Investment) vollzogen.

#### Forschung und Entwicklung

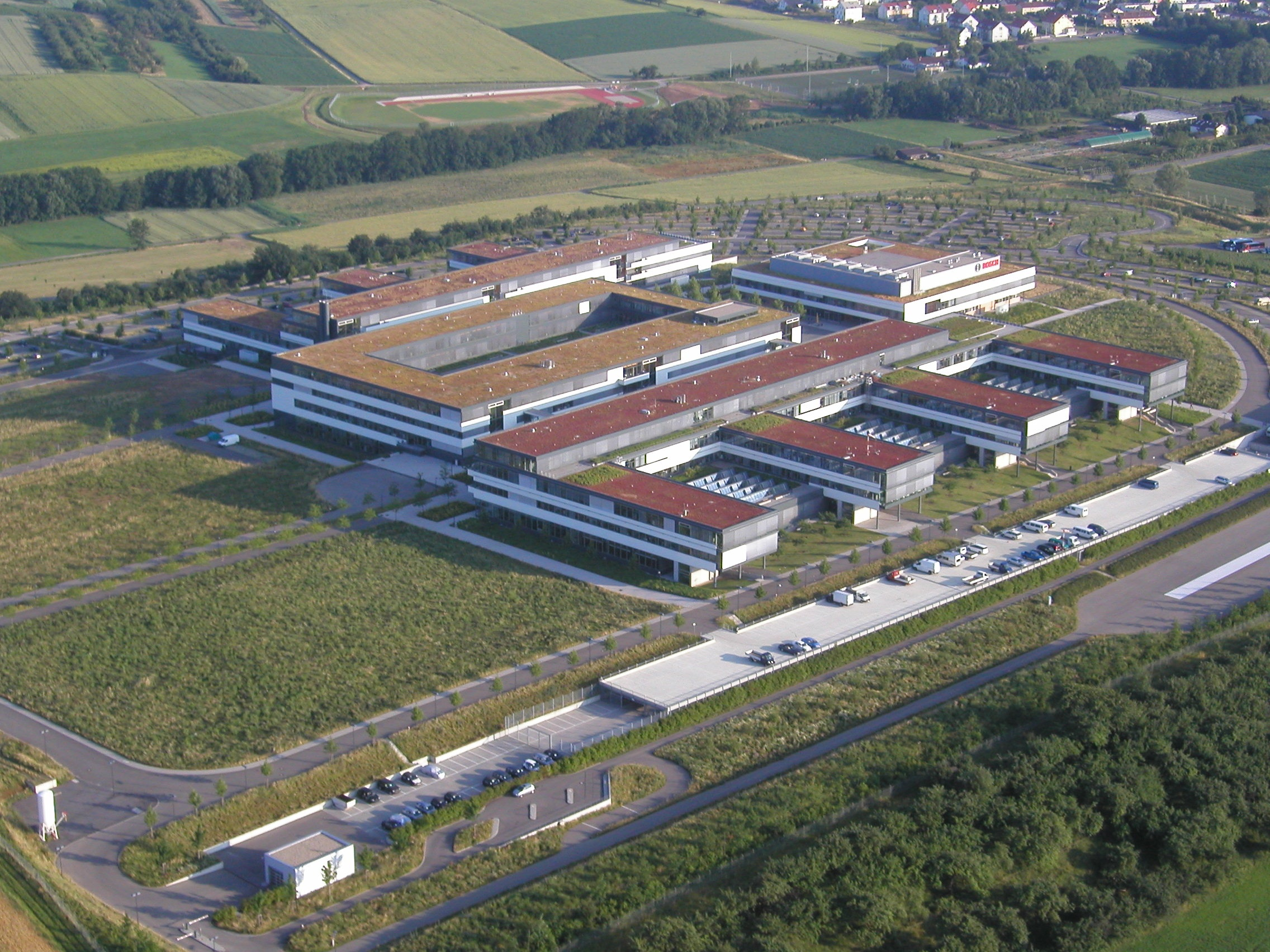
Standort in Abstatt, 2004 eröffnet

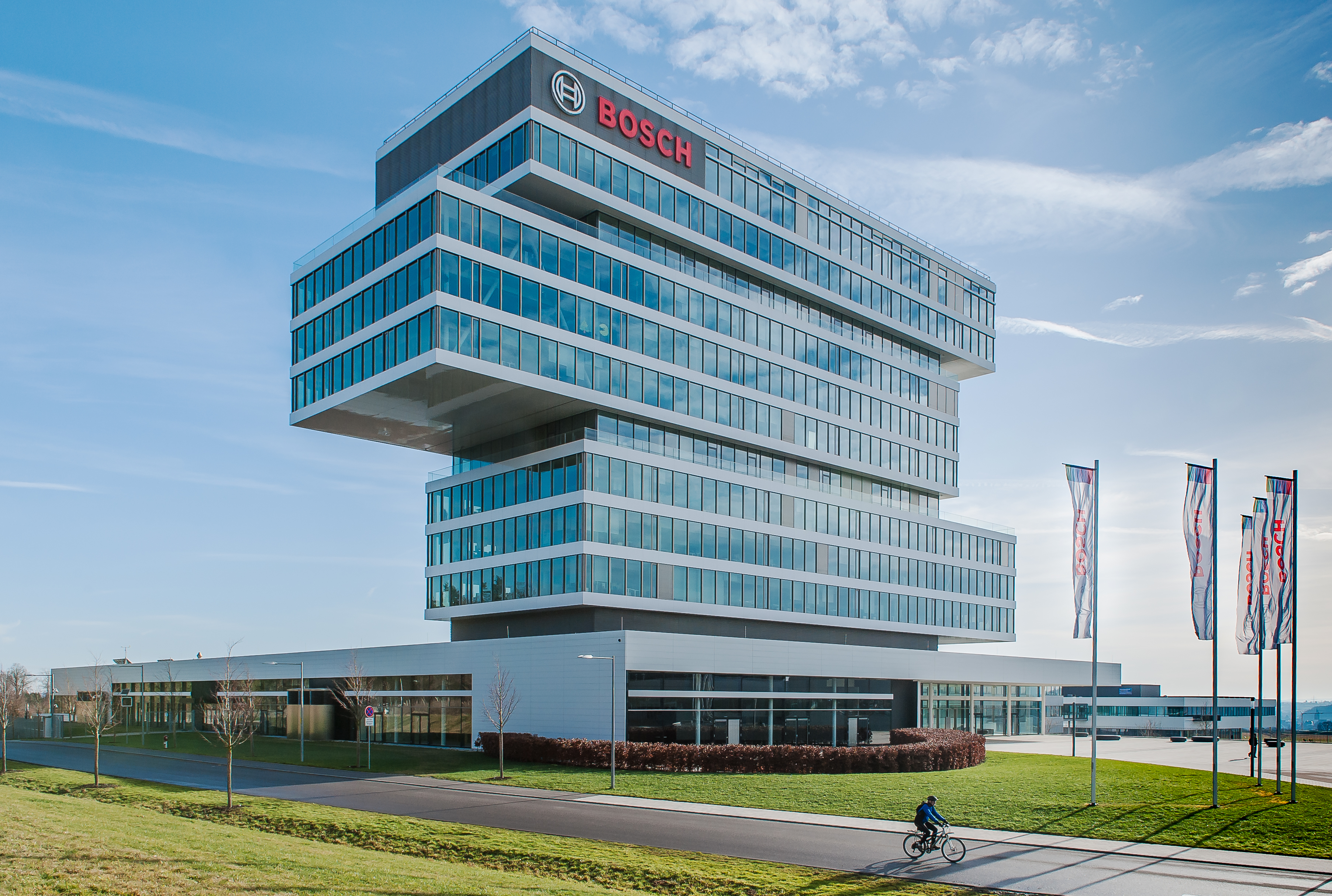
Zentrum für Forschung und Vorausentwicklung in Renningen

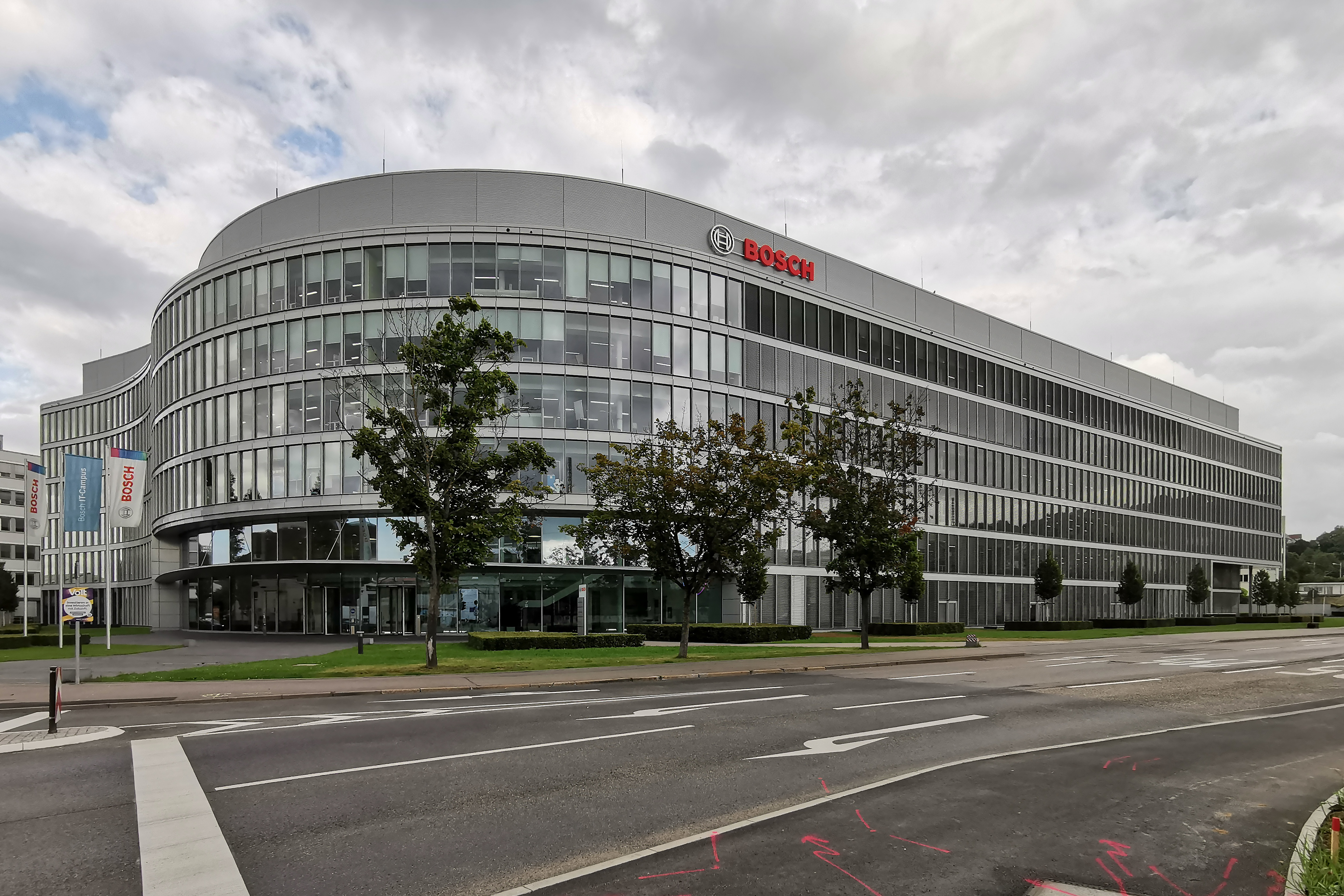
2017 eröffneter IT-Campus in Feuerbach

Zu den nennenswerten Erweiterungen der Forschungs- und Entwicklungsaktivitäten gehörte die Eröffnung eines neuen Testzentrums in Vaitoudden in der Nähe von Arjeplog im nordschwedischen Lappland. 2004 wurde in Abstatt ein neues Entwicklungszentrum für die rund 3.400 Mitarbeiter der Fahrerassistenz- und Bremsregelsysteme eingeweiht. Im Jahr 2008 gab Bosch Pläne für ein neues Zentrum für Forschung und Vorausentwicklung mit zunächst 1700 Mitarbeitern in Renningen bekannt. Ab 2014 wurde der neue Forschungsstandort bezogen. In den Jahren 2017 und 2018 folgten Mitarbeiter aus dem Geschäftsbereich Car Multimedia (CM) und das neu gegründete Bosch Center for Artificial Intelligence (BCAI). Damit erhöhte sich der Mitarbeiterstand am Standort Renningen auf etwa 2200.
Die Investitionen der Bosch-Gruppe in Forschung und Entwicklung betrug 2009 rund 3,6 Milliarden Euro (F+E-Quote: 9,4 %), über 3.850 Patente wurden angemeldet. Neben der Verbesserung der Energieeffizienz in allen Geschäftsfeldern mit erneuerbaren Energien plante das Unternehmen den Ausbau neuer Geschäftsfelder wie Medizintechnik. 2014 meldete Bosch über 4000 Patente an. Auch 2018 bildete Bosch in Deutschland mit über 4.200 Patentanmeldungen in diesem Bereich die Spitze. Im Bereich der Künstliche-Intelligenz-Patente gehört Bosch Anfang 2019 zu den ersten 20. Im Bereich der Batterietechnik hat Bosch von 2000 bis 2018 1.539 Patente angemeldet und gehört daran gemessen zu den ersten fünf.
Wichtige Entwicklungen in den Jahren nach 2000 waren die Elektrohydraulische Bremse (EHB) 2001, die Common-Rail-Dieseleinspritzung mit Piezo-Injektoren, das Digital-Autoradio mit Laufwerk (Blaupunkt) und der Akku-Schrauber mit Lithium-Ionen-Akkumulator (Ixo) im Jahr 2003, die Motorbike Stability Control 2013. und die eAchse für elektrische Fahrzeugantriebe 2017.
Bosch erhielt bisher drei Mal den Deutschen Zukunftspreis:
- 2005 zusammen mit der Siemens VDO Automotive AG für die Entwicklung von Piezo-Injektoren, die den Kraftstoffverbrauch und die Schadstoffemission von Dieselmotoren reduzieren[78]
- 2008 für kleine und preisgünstige mikromechanische Sensoren zum Einsatz in der Konsumelektronik[79]
- 2013 zusammen mit Trumpf, der Friedrich-Schiller-Universität Jena und dem Fraunhofer-Institut für Angewandte Optik und Feinmechanik für ein neues Produktionswerkzeug, das mit ultrakurzen Laserimpulsen präzise Materialbearbeitung in der industriellen Massenfertigung erlaubt[80]

#### Marktpositionierung
Zu einem der wichtigsten Märkte und Produktionsstandorte für Bosch hat sich China entwickelt. Das Unternehmen hatte 2012 dort 34.000 Angestellte und einen Umsatz von 41,7 Mrd. Yuan, das entspricht etwa 5 Mrd. Euro. 2020 lag der Umsatz von Bosch in China erstmals über dem in Deutschland. Im Januar 2013 nahm die Gruppe im Ranking der 500 größten Familienunternehmen Deutschlands der Zeitschrift Wirtschaftsblatt den dritten Platz ein.
Während der COVID-19-Pandemie verkündete Bosch, einen Schnelltest auf das SARS-CoV-2-Virus entwickelt zu haben. Schon kurze Zeit nachdem die Lage in Deutschland ernster wurde, konnte ein zuverlässiger (95 %) und schneller (2 h) Test präsentiert werden. Die Entwicklung war deshalb so schnell, weil ein bestehendes Molekulardiardiagnose-Verfahren für SARS-CoV-2 umfunktioniert werden konnte. Der Test analysiert Proben nach charakteristischen RNA-Abschnitten, die das Virus auszeichnen. Der große Durchbruch ist dabei, dass das Verfahren deutlich schneller als der bisherige PCR-Test ist. Mittlerweile ist in der letzten Gerätegeneration ein Ergebnis schon nach 39 Minuten möglich.

West- und Ostseite des Bosch-Halbleiterwerks in Dresden (Januar 2022)

Bosch erreichte Ende 2020 CO2-Neutralität der Energieversorgung an allen Standorten weltweit, bei Verwaltung, Fertigung wie auch Forschung und Entwicklung. Um Know-how, das Bosch bei diesem Projekt gewinnen konnte, auch anderen Unternehmen bei ihren Klimaschutzanstrengungen zur Verfügung stellen zu können, wurde 2020 die Tochtergesellschaft Bosch Climate Solutions gegründet.
Anfang Juni 2021 wurde in Dresden eine neue Fabrik zur Halbleiterfertigung zusätzlich zum bisherigen Standort in Reutlingen eröffnet. Die Investitionskosten von rund einer Milliarde Euro sind die höchste Einzelinvestition der Unternehmensgeschichte. Die Fertigung begann Anfang März 2021. Ziel ist es, auch in diesem Bereich Platz drei auf dem Weltmarkt einzunehmen.
Im Juli 2024 wurde bekannt, dass die Firma Bosch das Heiz- und Klimatechnikgeschäft von Johnson Controls übernehmen möchte.

## Finanzkennzahlen
| Jahr | Umsatz (in Mio. €) | Mitarbeiter | Gewinn nach Steuern (in Mio. €) | Bilanzgewinn (in Mio. €) |
| ---- | ------------------ | ----------- | ------------------------------- | ------------------------ |
| 1973 | 3.303              | 113.023     | 56,8                            | 15,3                     |
| 1974 | 3.618              | 115.171     | 46,0                            | 15,3                     |
| 1975 | 3.723              | 105.553     | 70,0                            | 15,3                     |
| 1976 | 4.253              | 105.827     | 114,5                           | 18,4                     |
| 1977 | 4.683              | 110.459     | 122,7                           | 18,4                     |
| 1978 | 4.918              | 117.754     | 114,5                           | 18,4                     |
| 1979 | 5.524              | 120.487     | 87,9                            | 18,4                     |
| 1980 | 6.038              | 121.384     | 90,0                            | 13,8                     |
| 1981 | 6.621              | 115.869     | 92,5                            | 15,9                     |
| 1982 | 7.062              | 112.154     | 92,5                            | 17,4                     |
| 1983 | 8.245              | 127.992     | 124                             | 18,9                     |
| 1984 | 9.394              | 131.882     | 228                             | 20,5                     |
| 1985 | 10.851             | 140.374     | 206                             | 22,5                     |
| 1986 | 11.105             | 147.378     | 220                             | 20,5                     |
| 1987 | 12.969             | 161.343     | 422                             | 22,0                     |
| 1988 | 14.150             | 165.732     | 283                             | 22,0                     |
| 1989 | 15.639             | 174.742     | 320                             | 22,0                     |
| 1990 | 16.271             | 179.636     | 286                             | 22,0                     |
| 1991 | 17.179             | 181.498     | 276                             | 22,0                     |
| 1992 | 17.605             | 177.183     | 262                             | 30,7                     |
| 1993 | 16.601             | 164.506     | 218                             | 30,7                     |
| 1994 | 17.628             | 156.464     | 262                             | 30,7                     |
| 1995 | 18.327             | 158.372     | 281                             | 34,5                     |
| 1996 | 21.038             | 172.359     | 256                             | 34,5                     |
| 1997 | 23.955             | 179.719     | 848                             | 1.129                    |
| 1998 | 25.735             | 188.017     | 435                             | 40,9                     |
| 1999 | 27.906             | 194.000     | 460                             | 41,0                     |
| 2000 | 31.556             | 197.000     | 1.380                           | 2.603                    |
| 2001 | 34.029             | 218.000     | 650                             | 50,0                     |
| 2002 | 34.977             | 226.000     | 650                             | 60,0                     |
| 2003 | 36.357             | 229.000     | 1.100                           | 60,0                     |
| 2004 | 38.954             | 234.000     | 1.870                           | 63,0                     |
| 2005 | 41.461             | 249.000     | 2.450                           | 63,0                     |
| 2006 | 43.684             | 258.000     | 2.170                           | 69,0                     |
| 2007 | 46.320             | 268.000     | 2.850                           | 72,0                     |
| 2008 | 45.127             | 283.000     | 372                             | 75,0                     |
| 2009 | 38.174             | 275.000     | -1.214                          | 67,0                     |
| 2010 | 47.259             | 276.000     | 2.489                           | 82,0                     |
| 2011 | 51.494             | 295.000     | 1.820                           | 88,0                     |
| 2012 | 44.703             | 273.000     | 2.304                           | 88,0                     |
| 2013 | 46.068             | 280.000     | 1.251                           | 88,0                     |
| 2014 | 48.951             | 286.000     | 2.637                           | 102                      |
| 2015 | 70.607             | 369.000     | 3.537                           | 142                      |
| 2016 | 73.129             | 384.000     | 2.374                           | 138                      |
| 2017 | 78.066             | 403.000     | 3.294                           | 241                      |
| 2018 | 78.465             | 407.000     | 3.574                           | 242                      |
| 2019 | 77.721             | 408.000     | 2.060                           | 119                      |
| 2020 | 71.494             | 395.000     | 749                             | 67,0                     |
| 2021 | 78.748             | 400.000     | 2.499                           | 143                      |
| 2022 | 88.210             | 421.000     | 1.838                           | 162                      |
| 2023 | 91.596             | 429.416     | 2.640                           | 170                      |
| 2024 | 90.345             | 417.859     | 1.332                           | 186                      |

## Geschäftsführung

### Vorsitzende der Geschäftsführung
Folgende Personen saßen in der Unternehmensgeschichte der Geschäftsführung vor:
- 1886 bis 1926: Robert Bosch (Firmengründer)
- 1926 bis 1963: Hans Walz
- 1963 bis 1984: Hans Lutz Merkle
- 1984 bis 1993: Marcus Bierich
- 1993 bis 2003: Hermann Scholl
- 2003 bis 2012: Franz Fehrenbach
- 2012 bis 2021: Volkmar Denner
- seit 2022 Stefan Hartung[106]

## Aufsichtsrat
Der 20-köpfige Aufsichtsrat wird vom Vorsitzenden Stefan Asenkerschbaumer geführt. Sein Stellvertreter ist Frank Sell aus Leonberg. Dieser ist Vorsitzender des Betriebsrats des Werks Feuerbach und Vorsitzender des Gesamtbetriebsrates.

## Besitzverhältnisse

Verfassung der Robert Bosch GmbH

Die Robert Bosch Stiftung hält 94 % der Anteile der Robert Bosch GmbH, hat aber keine Stimmrechte. Die Kommanditgesellschaft Robert Bosch Industrietreuhand KG ist mit aktiven und ehemaligen Mitgliedern der Geschäftsleitung, Vertretern der Familie Bosch und Persönlichkeiten des Wirtschaftslebens besetzt und hat 93 % der Stimmrechte, jedoch praktisch keine Geschäftsanteile.
Die restlichen Anteile und Stimmrechte gehören Nachfahren des Unternehmensgründers Robert Bosch. Aufgrund dieser Konstruktion zwischen Beteiligung und Stimmrecht sowie der – für ein Unternehmen dieser Größenordnung untypischen – Rechtsform der GmbH fließen die Unternehmensgewinne der Robert Bosch GmbH an die gemeinnützige Robert Bosch Stiftung oder verbleiben in der GmbH.
2013 wurde das Vermögen der Bosch-Familie auf 3 Milliarden Euro geschätzt, was Rang 33 der Liste der 500 reichsten Deutschen entsprach (siehe auch Chronologie der reichsten Deutschen).
Bedeutende Lenker des Unternehmens nach Hans Walz (1926 bis 1963) waren Hans Lutz Merkle (1963 bis 1984) und Hermann Scholl, der von 1993 bis 2003 Geschäftsführer war und anschließend von 2003 bis 2012 den Vorsitz der Bosch Industrietreuhand KG übernahm. Scholl wurde am 1. Juli 2012 Ehrenvorsitzender der Bosch-Gruppe.

## Wesentliche Gesellschaften der Bosch-Gruppe in Deutschland

### Unter dem Namen Bosch
- Bosch Automotive Service Solutions GmbH (100 %)
- Robert Bosch Automotive Steering GmbH (100 %)
- Robert Bosch Car Multimedia GmbH (100 %) (seit Anfang 2008 Rechtsnachfolger der Blaupunkt GmbH, für die bei Bosch verbliebenen Bereiche)
- Bosch Connected Devices and Solutions GmbH (100 %)
- Bosch eBike systems[110][111]
- Bosch Engineering GmbH (100 %)
- Robert Bosch Tool Corporation USA (100 %), mit der 100%igen Tochter Dremel Corporation
- Bosch Emission Systems GmbH & Co. KG (100 %)
- Robert Bosch Fahrzeugelektrik Eisenach GmbH (100 %)
- BSH Hausgeräte GmbH (100 %)
- Bosch Healthcare Solutions GmbH (100 %)
- Bosch.IO GmbH (100 %)
- Robert Bosch Manufacturing Solutions GmbH (100 %)
- Bosch Power Tools GmbH (100 %)
- Bosch Power Tec GmbH (100 %)
- Bosch Rexroth AG (100 %)
- Bosch Service Solutions GmbH (100 %)
- Bosch Sicherheitssysteme GmbH (100 %)
- Bosch Sicherheitssysteme Montage und Service GmbH (100 %)
- Bosch Solarthermie GmbH (100 %)
- Bosch Thermotechnik GmbH (100 %) (siehe Junkers & Co., Buderus, Bosch Industriekessel und Bosch KWK Systeme)
- Robert Bosch Venture Capital GmbH

### Unter anderen Namen
- AIG Planungs- und Ingenieurgesellschaft mbH (100 %)
- ETAS GmbH (100 %)
- Hawera Probst GmbH (100 %)
- ITK Engineering (100 %)
- eAx Solutions GmbH (100 %)

### Ehemalige Gesellschaften
- 1933–2008 Blaupunkt (100 %)
- 2008–2012 SB LiMotive (50 % / 50 % Samsung)
- 2012–2019 Robert Bosch Battery Systems GmbH (100 %)
- 2011–2020 EM-motive GmbH (50 % / 50 % Daimler AG)

## Gliederung des Unternehmens
Die Bosch-Gruppe gliedert sich in vier Unternehmensbereiche:
1. Kraftfahrzeugtechnik (englisch Mobility Solutions),
2. Industrietechnik (englisch Industrial Technology),
3. Gebrauchsgüter (englisch Consumer Goods) und
4. Energie- und Gebäudetechnik (englisch Energy and Building Technology)[112]

In den Unternehmensbereichen sind jeweils mehrere Geschäfts- und Produktbereiche zusammengefasst.

### Kraftfahrzeugtechnik
Der Unternehmensbereich Kraftfahrzeugtechnik wurde 2004 erstmals weltweit umsatzstärkster Automobilzulieferer und erreichte auch 2018 mit 47,6 Milliarden Euro Umsatz wieder diesen Rang. Im Jahr 2020 erzielte die Kraftfahrzeugtechnik von Bosch 42,1 Milliarden Euro Umsatz – das waren 59 % des Gesamtumsatzes.
Zu diesem Unternehmensbereich gehören folgende Geschäftsbereiche:
- Powertrain Solutions (PS): Einspritztechnik, Motorsteuerung (bei Bosch als Motronic bezeichnet) und Abgasnachbehandlung für Diesel- und Benzinmotoren sowie Komponenten für elektrische Antriebe inkl. Brennstoffzellentechnologie, 2018 hervorgegangen aus den früheren Geschäftsbereichen Diesel Systems und Gasoline Systems[113]

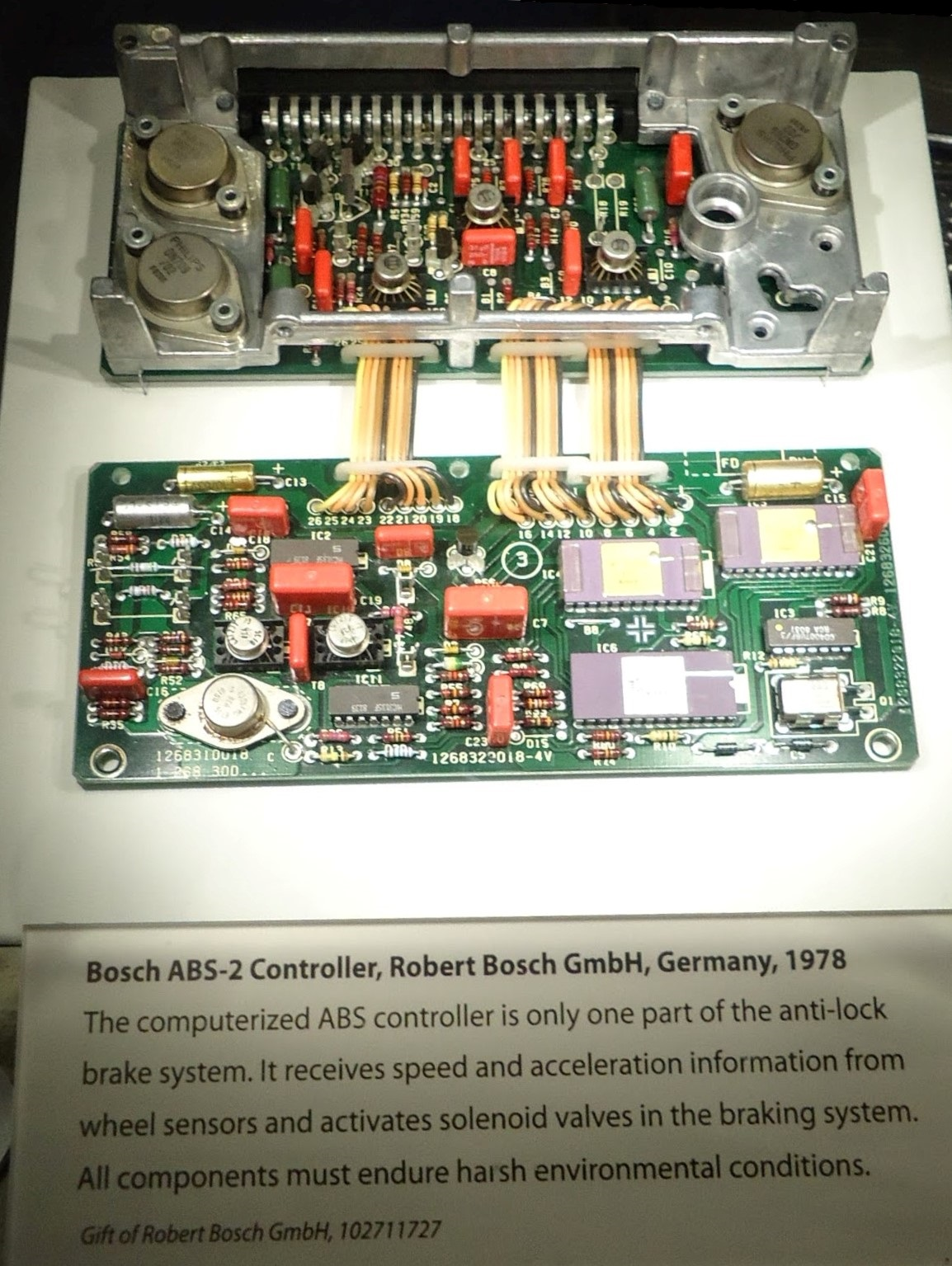
ABS 2, Steuerung (1978)

- Chassis Systems Control (CC): ABS, ESP, Drehzahl-, Lenkwinkel- und Drehratensensoren, Bremskraftverstärker und Bremsscheiben
- Electrical Drives (ED): Motoren und Antriebe für Fensterheber, Sitzverstellung und Schiebedach, Stellmotoren für ABS und ESP, Wischersysteme, Motorkühlung, Antriebe für E-Bikes und E-Scooter
- Cross-Domain Computing Solutions (XC): Softwareintensive Elektroniksysteme für Fahrerassistenz und automatisiertes Fahren, Car Multimedia sowie Antrieb und Body Electronics[114]
- Automotive Electronics (AE): Halbleiter, Sensoren und Steuergeräte für Karosserieelektronik, Bremsregelsysteme und Motorsteuerung
- Automotive Steering (AS): Lenksysteme, Lenksäulen sowie Lenkungs- und Getriebepumpen
- Mobility Aftermarket (MA): Ersatzteile, Diagnose- und Werkstatttechnik, Franchisekonzepte für freie Reparaturwerkstätten: Bosch Car Service, seit 2009 auch das von ZF übernommene Konzept AutoCrew
- Connected Mobility Solutions (CS): vernetzte Mobilitätsservices, gegründet 2018[115]
- E-Bike (EB): E-Bike-Antriebssysteme mit Akkus und Steuerungen, Geschäft besteht seit 2009, 2020 wurde daraus ein eigenständiger Geschäftsbereich[111][116]

Der Geschäftsbereich Automotive Electronics unterhält seit 1971 Halbleiterwerke (Fabs) in Reutlingen. Seit 1995 ist dort ein Werk für die Herstellung von 6-Zoll-Wafern. Im März 2010 wurde eine neue Fabrik für 8-Zoll-Wafer (200 mm) eröffnet. Bosch baute ab 2018 in Dresden ein neues Halbleiterwerk für 300-mm-Wafer (Robert Bosch Semiconductor Manufacturing Dresden GmbH). Es kostete rund eine Milliarde Euro und war damit die größte Einzelinvestition in der Geschichte der Bosch-Gruppe. im Juni 2021 wurde das Werk eröffnet.
1995 brachte Bosch als erster Anbieter das Elektronische Stabilitäts-Programm (ESP) auf den Markt. Der Anteil der mit ESP ausgestatteten Pkw erreichte 2004 in Europa bei den neu zugelassenen Fahrzeugen 36 %. Seit 1. November 2014 müssen Neufahrzeuge mit ESP ausgestattet sein.
Im Jahr 2004 war der Dieselanteil bei neu zugelassenen Pkw in Westeuropa auf 48 % gestiegen. Bosch hatte diesen Trend maßgeblich geprägt. Das Common-Rail-System setzte sich später gegen das vom Volkswagen-Konzern bevorzugte Pumpe-Düse-System durch.
.

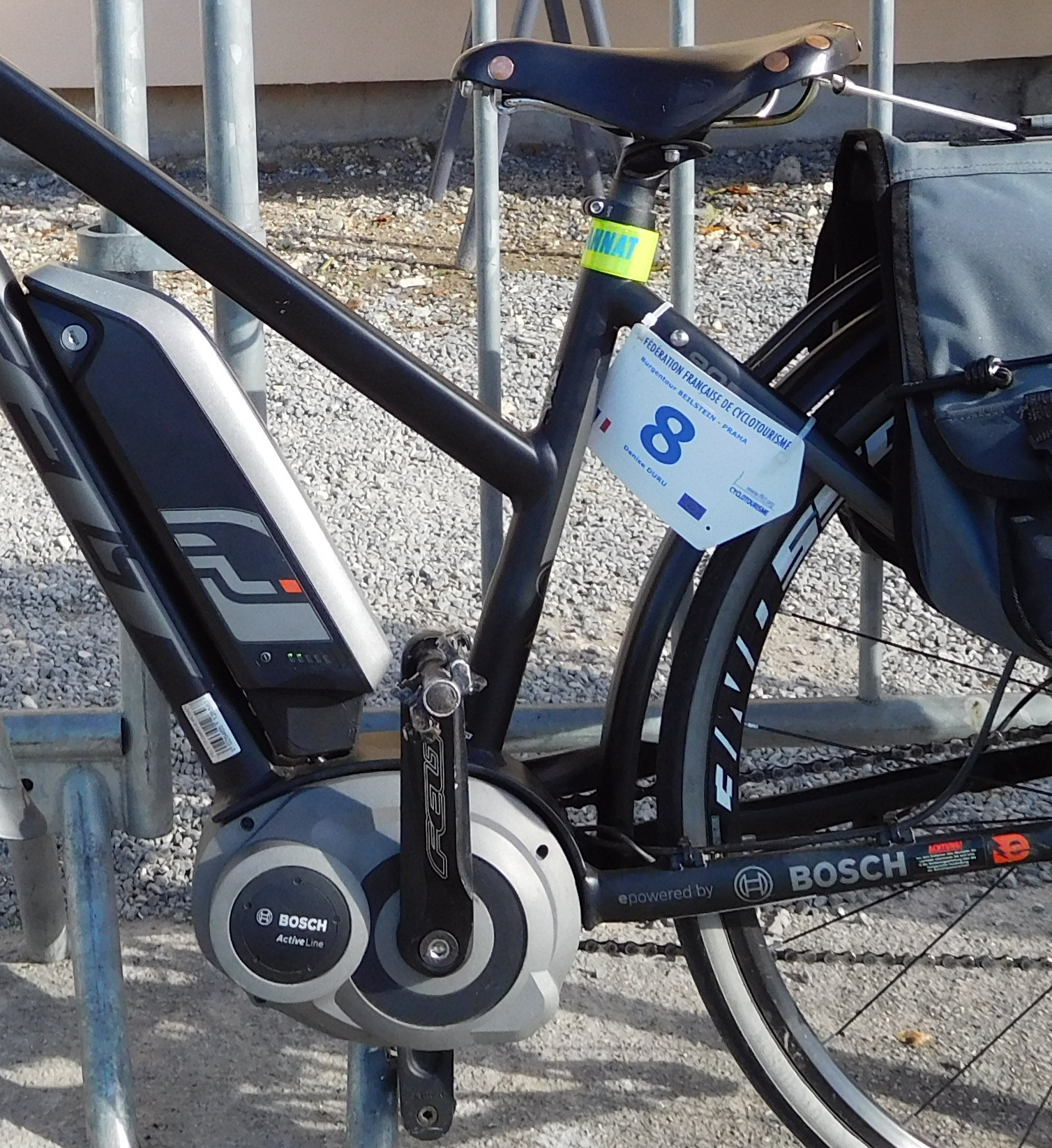
E-Bike-Technik (2016)

Eine weitere Entwicklung stellt das Dosiersystem Denoxtronic für die Abgasnachbehandlung mittels selektiver katalytischer Reduktion dar. Es benutzt Druckluftunterstützung und wird seit 2004 in der ersten Generation in Serie gefertigt. Die Nachfolgegeneration Denoxtronic 2 wird seit Mitte 2006 für Pkw kurz vor der Markteinführung in den USA angeboten. Die Produkte erlauben die Reduktion von Stickoxiden mittels Einspritzung eines Reduktionsmediums in den Abgastrakt von Kraftfahrzeugen. Die Umwandlung der Stickoxide findet im SCR-Katalysator statt.
Anfang April 2017 wurde bekannt, dass Bosch gemeinsam mit Daimler ein Entwicklungsprojekt für autonomes Fahren realisieren wird. Indes wurde Anfang November 2018 bekannt, dass ein Roboter-Fahrdienst eingeführt werden soll.
Alternativ zum Verbrennungsmotor investiert Bosch in die Brennstoffzellentechnologie und will führender Anbieter bei elektrischen Antriebssystemen werden. Gemeinsam mit dem schwedischen Unternehmen PowerCell will Bosch ab 2022[veraltet] für Nutzfahrzeuge und PKW Brennstoffzellen in Serie fertigen. Im November 2019 wurde bekannt, dass Bosch gut 11 Prozent der Anteile von PowerCell hält. Ebenso ist Bosch seit 2019 an Nikola Motors beteiligt, einem Hersteller für Elektrolastkraftwagen mit Brennstoffzellen aus Phoenix (Arizona).
Der im Jahr 2009 als Start-up begonnene Bereich eBike systems gilt 2021 als Marktführer. Von 2011 bis 2019 wurden die Antriebe auch kompakter: bei manchen Antrieben sank die Größe um 50 % und das Gewicht um etwa 25 Prozent; dabei wird hier auch Magnesium eingesetzt.

### Industrietechnik
Zu diesem Unternehmensbereich, der 7 % (5,1 Milliarden Euro) zum Umsatz beiträgt (2020), gehört die Tochtergesellschaft Bosch Rexroth AG als weltweiter Anbieter von Antriebs- und Steuerungstechnik. Bosch Rexroth bedient die Kernmärkte Fabrikautomation und Mobilhydraulik.
Auch ein Sondermaschinenbau, der Montageanlagen und Sondermaschinen für den Eigenbedarf der Bosch-Gruppe fertigt, ist dem Unternehmensbereich Industrietechnik zugeordnet.
Der ehemalige Geschäftsbereich Packaging Technology, der ebenfalls zu diesem Unternehmensbereich gehörte, wurde 2019 veräußert und 2020 in Syntegon Technology umfirmiert.

### Gebrauchsgüter
Gebrauchsgüter machten 2020 rund 26 % (18,8 Milliarden Euro) des Umsatzes der Bosch-Gruppe aus. Dieser Unternehmensbereich gliedert sich in die beiden Geschäftsbereiche BSH Hausgeräte GmbH und Elektrowerkzeuge.
Seine Beteiligung an der BSH Hausgeräte GmbH erhöhte Bosch 2015 auf 100 %. Die Tochtergesellschaft bietet Hausgeräte unter anderem unter den Marken Bosch, Siemens, Constructa, Neff und Gaggenau an.

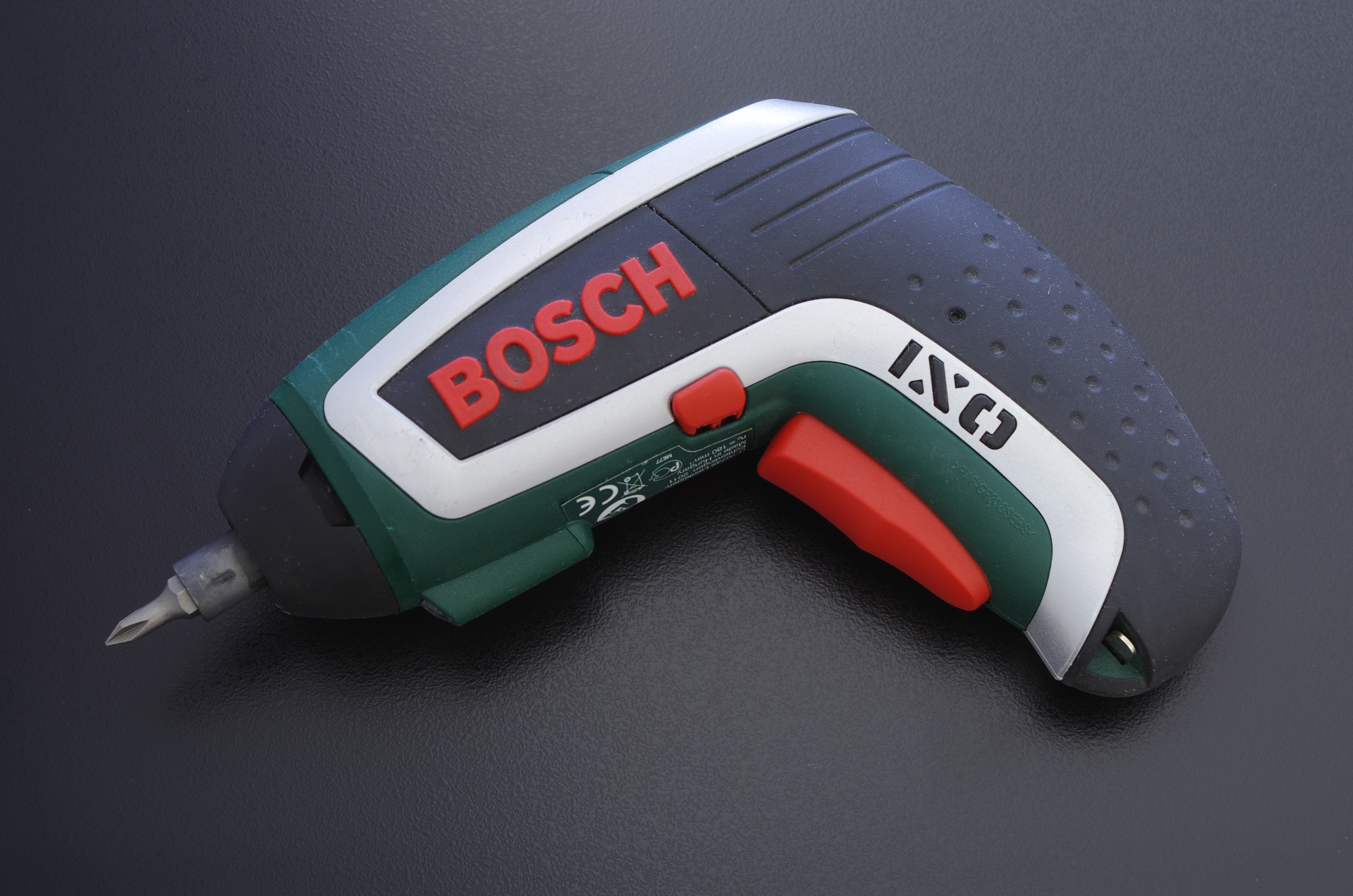
Bosch Ixo Akkuschrauber

Elektrowerkzeuge fertigt und vertreibt Bosch unter den Marken Bosch und Dremel für Industrie, Handwerk und Heimwerker. Unter dem Hausnamen „Bosch“ werden zum einen die Heimwerker-Produkte mit vorwiegend grüner Produktfarbe vertrieben, wohingegen Produkte, welche mehrheitlich für Industrie und Handwerk gedacht sind, unter dem Namen „Bosch professional“ in blauer Gehäusefarbe ausgeliefert werden. Umgangssprachlich sind letztere auch als „Bosch-Blau“ bekannt. Zum Produktprogramm zählt darüber hinaus auch Zubehör wie Bohrer und Sägeblätter sowie Gartengeräte.
Im Jahr 2003 führte Bosch als erster Anbieter die Lithium-Ionen-Technik bei akkubetriebenen Elektrowerkzeugen ein. Der so ausgestattete Akkuschrauber Ixo war 2020 mit 19 Millionen verkauften Einheiten nach Eigenangaben das weltweit meistgekaufte Elektrowerkzeug. Die Lithium-Ionen-Technik wurde nach und nach auf andere Akku-Elektrowerkzeuge übertragen, auch auf Gartengeräte von Bosch.

### Energie- und Gebäudetechnik
Die beiden Geschäftsbereiche Bosch Home Comfort (Junkers, Buderus, Loos) und Sicherheitstechnik (Bosch Sicherheitssysteme GmbH) tragen mit 5,5 Milliarden Euro (2020) 8 % zum Umsatz der Bosch-Gruppe bei.
In der Thermotechnik ist Bosch Hersteller von Heizungsprodukten (Öl- und Gas-Kessel, Wärmepumpen) sowie von Warmwassergeräten.

## Unternehmensverantwortung

### Altersvorsorge
Die Robert Bosch GmbH bietet ihren Mitarbeitern traditionell eine Absicherung fürs Alter, bereits 1929 wurde mit Gründung der Unterstützungskasse Bosch-Hilfe das erste Versorgungssystem eingerichtet. 1999 führte die Bosch-Gruppe ihre über 70 betrieblichen Vorsorgepläne und die Vorsorge von damals 80.000 Mitarbeitern zusammen. 2002 gründete Bosch schließlich als eines der ersten deutschen Industrieunternehmen mit dem Bosch Pensionsfonds einen eigenen Pensionsfonds. Mit Zusammenführung des 1999 konsolidierten Versorgungsplans und dem Pensionsfonds Anfang 2006 bietet die Bosch-Gruppe den eigenen Mitarbeitern die Altersvorsorge über den dort betriebenen „Bosch Vorsorge Plan“ an. Mit fast 6 Mrd. Euro verwalteter Kapitalanlage gehörte der Pensionsfonds 2021 zu den drei größten in Deutschland.

## Kritik

### Abgasskandal
Im Jahr 2016 geriet die Robert Bosch GmbH in die Kritik, da sie die durch den Abgasskandal umstrittene Motorsteuerungssoftware entwickelt und an die Volkswagen AG geliefert haben soll. Seit 2008 soll die Robert Bosch GmbH dabei über 17 Millionen Motor- und Dosiersteuergeräte ausgeliefert haben, deren Software zum Teil unzulässige Abschalteinrichtungen enthielt. Ingenieuren der Robert Bosch GmbH soll die Problematik bereits seit 2006 bekannt gewesen sein. Die kritisierte Software sollte in der Dokumentation verschwiegen werden. Bosch legte in der Folge über 1,2 Milliarden Euro für Rechtsrisiken zurück. 2017 zahlte Bosch in einem Vergleich 304 Millionen Euro an US-Zivilkläger. 2019 musste Bosch zur Beilegung der Rechtsstreitigkeiten in Deutschland unter anderem ein Bußgeld von 90 Millionen Euro zahlen. Die Summe setzt sich jeweils zusammen aus der Ahndung der Ordnungswidrigkeit (2 Millionen Euro) und einer Gewinnabschöpfung (88 Millionen Euro). Das Bußgeld für Bosch fällt damit deutlich niedriger aus als bei Volkswagen und den Tochterfirmen Audi und Porsche. Diese wurden zu Bußgeldern von insgesamt mehr als zwei Milliarden Euro verurteilt.